# Gęsia skórka (film 2015)
Gęsia skórka (ang. Goosebumps) – amerykański film z 2015 roku w reżyserii Roba Lettermana. Film zrealizowany na podstawie serialu telewizyjnego o tym tytule, który z kolei był adaptacją książek R.L. Stine’a.
Serwis Rotten Tomatoes przyznał mu wynik 78%.

## Obsada
- Dylan Minnette – Zach Cooper
- Jack Black –
  - R.L. Stine,
  - Slappy (głos),
  - Brent Green (głos)
- Odeya Rush – Hannah Stine
- Ryan Lee – Champ
- Amy Ryan – Gale
- Ken Marino – Coach Carr
- Halston Sage – Taylor
- Steven Krueger – Davidson
- Jillian Bell – Lorraine
- Keith Arthur Bolden – Garrison
- Amanda Lund – oficer Brooks
- Timothy Simons – oficer Stevens
- Karan Soni – pan Rooney
- Caleb Emery – Dumb Jock